# 1.ª etapa da Volta à Espanha de 2018
A 1.ª etapa da Volta a Espanha de 2018 teve lugar 25 de agosto de 2018 em Málaga e consistiu numa contrarrelógio individual sobre uma distância de 8 km e foi ganhada pelo ciclista australiano Rohan Dennis da equipa BMC Racing, quem se converteu no primeiro líder da edição de 2018.

## Classificação da etapa
| \| Classificação por etapas \| Classificação por etapas \| Classificação por etapas \| Classificação por etapas \| Classificação por etapas \| \| Ciclista \| Ciclista \| Equipe \| Tempo \| \| \| ------------------------ \| ------------------------ \| ------------------------ \| ------------------------ \| ------------------------ \| \| 1. \| Rohan Dennis \| BMC Racing Team \| 9m39s \| \| \| 2. \| Michał Kwiatkowski \| Team Sky \| + 6s \| \| \| 3. \| Victor Campenaerts \| Lotto-Soudal \| + 7s \| \| \| 4. \| Nelson Oliveira \| Movistar Team \| + 17s \| \| \| 5. \| Dylan van Baarle \| Team Sky \| + 20s \| \| \| 6. \| Alessandro De Marchi \| BMC Racing Team \| + 21s \| \| \| 7. \| Jonathan Castroviejo \| Team Sky \| + 21s \| \| \| 8. \| Simon Geschke \| Team Sunweb \| + 21s \| \| \| 9. \| Ion Izagirre \| Bahrain-Merida \| + 22s \| \| \| 10. \| Wilco Kelderman \| Team Sunweb \| + 22s \| \| |                      |                 |       |
| |                      |                 |       |
| Fonte: ProCyclingStats |                      |                 |       |
| Classificação por etapas |                      |                 |       |
| Ciclista | Ciclista             | Equipe          | Tempo |
| 1. | Rohan Dennis         | BMC Racing Team | 9m39s |
| 2. | Michał Kwiatkowski   | Team Sky        | + 6s  |
| 3. | Victor Campenaerts   | Lotto-Soudal    | + 7s  |
| 4. | Nelson Oliveira      | Movistar Team   | + 17s |
| 5. | Dylan van Baarle     | Team Sky        | + 20s |
| 6. | Alessandro De Marchi | BMC Racing Team | + 21s |
| 7. | Jonathan Castroviejo | Team Sky        | + 21s |
| 8. | Simon Geschke        | Team Sunweb     | + 21s |
| 9. | Ion Izagirre         | Bahrain-Merida  | + 22s |
| 10. | Wilco Kelderman      | Team Sunweb     | + 22s |

## Classificações ao final da etapa

### Classificação geral
| \| Classificação geral \| Classificação geral \| Classificação geral \| Classificação geral \| Classificação geral \| \| Ciclista \| Ciclista \| Equipe \| Tempo \| \| \| ------------------- \| -------------------- \| ------------------- \| ------------------- \| ------------------- \| \| 1. \| Rohan Dennis \| BMC Racing Team \| 9m39s \| \| \| 2. \| Michał Kwiatkowski \| Team Sky \| + 6s \| \| \| 3. \| Victor Campenaerts \| Lotto-Soudal \| + 7s \| \| \| 4. \| Nelson Oliveira \| Movistar Team \| + 17s \| \| \| 5. \| Dylan van Baarle \| Team Sky \| + 20s \| \| \| 6. \| Alessandro De Marchi \| BMC Racing Team \| + 21s \| \| \| 7. \| Jonathan Castroviejo \| Team Sky \| + 21s \| \| \| 8. \| Simon Geschke \| Team Sunweb \| + 21s \| \| \| 9. \| Ion Izagirre \| Bahrain-Merida \| + 22s \| \| \| 10. \| Wilco Kelderman \| Team Sunweb \| + 22s \| \| |                      |                 |       |
| |                      |                 |       |
| Fonte: ProCyclingStats |                      |                 |       |
| Classificação geral |                      |                 |       |
| Ciclista | Ciclista             | Equipe          | Tempo |
| 1. | Rohan Dennis         | BMC Racing Team | 9m39s |
| 2. | Michał Kwiatkowski   | Team Sky        | + 6s  |
| 3. | Victor Campenaerts   | Lotto-Soudal    | + 7s  |
| 4. | Nelson Oliveira      | Movistar Team   | + 17s |
| 5. | Dylan van Baarle     | Team Sky        | + 20s |
| 6. | Alessandro De Marchi | BMC Racing Team | + 21s |
| 7. | Jonathan Castroviejo | Team Sky        | + 21s |
| 8. | Simon Geschke        | Team Sunweb     | + 21s |
| 9. | Ion Izagirre         | Bahrain-Merida  | + 22s |
| 10. | Wilco Kelderman      | Team Sunweb     | + 22s |

### Classificação por pontos
| Classificação por pontos | Classificação por pontos | Classificação por pontos | Classificação por pontos | Classificação por pontos |
| Ciclista                 | Ciclista                 | Equipe                   | Pontos                   |                          |
| ------------------------ | ------------------------ | ------------------------ | ------------------------ | ------------------------ |
| 1.                       | Rohan Dennis             | BMC Racing Team          | 25 pts                   |                          |
| 2.                       | Michał Kwiatkowski       | Team Sky                 | 20 pts                   |                          |
| 3.                       | Victor Campenaerts       | Lotto-Soudal             | 16 pts                   |                          |
| 4.                       | Nelson Oliveira          | Movistar Team            | 14 pts                   |                          |
| 5.                       | Dylan van Baarle         | Team Sky                 | 12 pts                   |                          |
| 6.                       | Alessandro De Marchi     | BMC Racing Team          | 10 pts                   |                          |
| 7.                       | Jonathan Castroviejo     | Team Sky                 | 9 pts                    |                          |
| 8.                       | Simon Geschke            | Team Sunweb              | 8 pts                    |                          |
| 9.                       | Ion Izagirre             | Bahrain-Merida           | 7 pts                    |                          |
| 10.                      | Wilco Kelderman          | Team Sunweb              | 6 pts                    |                          |

### Classificação por equipas
| Classificação por equipes | Classificação por equipes | Classificação por equipes | Classificação por equipes |
| Equipe                    | Equipe                    | Tempo                     |                           |
| ------------------------- | ------------------------- | ------------------------- | ------------------------- |
| 1.                        | BMC Racing Team           | 29m40s                    |                           |
| 2.                        | Sky                       | + 4s                      |                           |
| 3.                        | Movistar Team             | + 21s                     |                           |
| 4.                        | Team Sunweb               | + 28s                     |                           |
| 5.                        | Lotto Soudal              | + 35s                     |                           |
| 6.                        | Trek-Segafredo            | + 37s                     |                           |
| 7.                        | Bahrain-Merida            | + 39s                     |                           |
| 8.                        | Mitchelton-Scott          | + 44s                     |                           |
| 9.                        | Dimension Data            | + 50s                     |                           |
| 10.                       | Quick-Step Floors         | + 51s                     |                           |

## Abandonos
Nenhum.